# Cuet
Le hameau de Cuet est une ancienne paroisse du département de l'Ain, rattachée en 1794 à la commune de Montrevel-en-Bresse.

## Toponymie
Le toponyme Cuet proviendrait de Collia signifiant « passage » ou « col ».

## Personnalités liées à la commune
- Saint Pierre Chanel, est né à Cuet, à la ferme de la Potière, en 1803[3].

## Lieu de pèlerinage

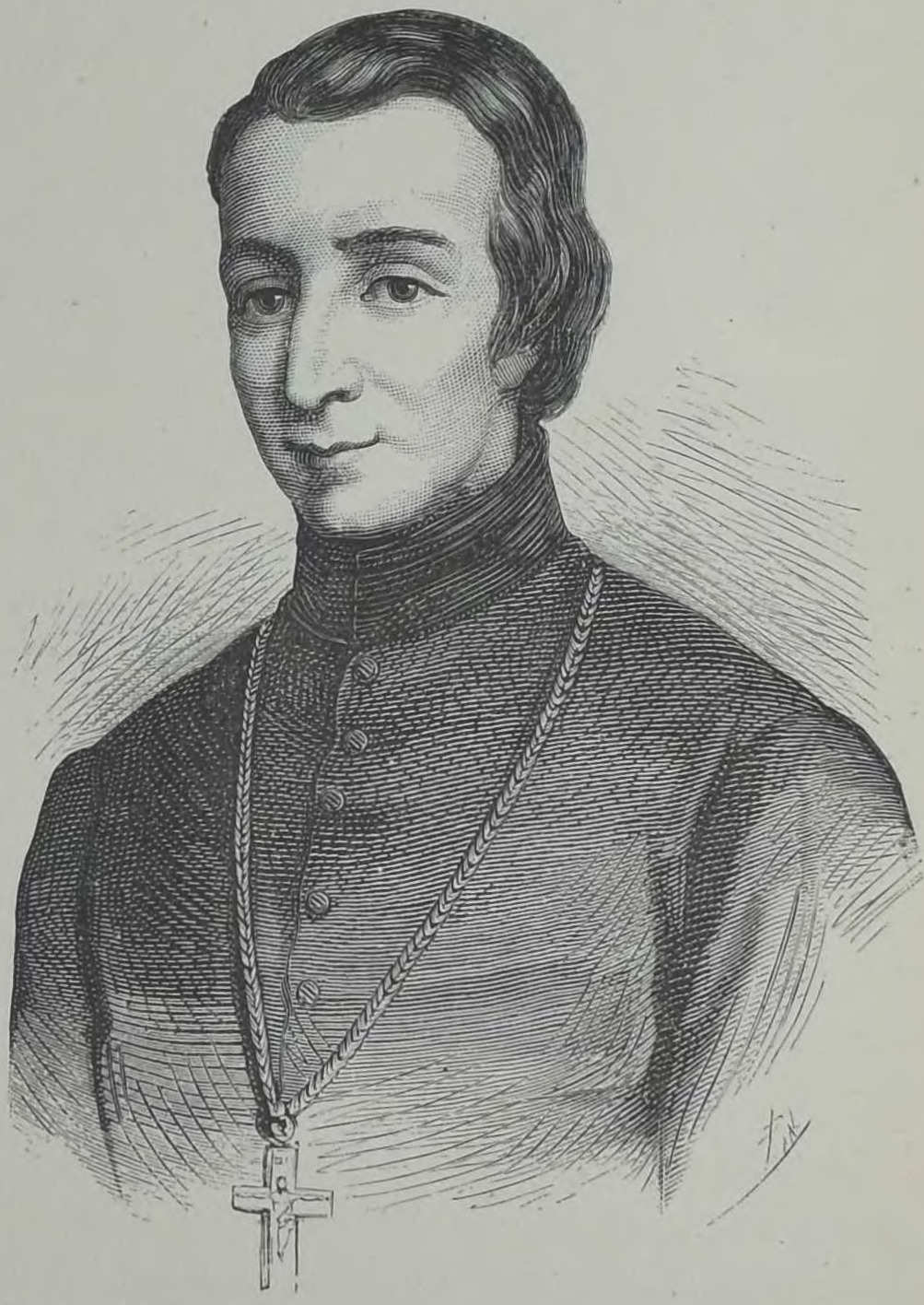
Pierre Chanel.

Pierre Chanel, canonisé en 1954 par le pape Pie XII et Saint patron de l'Océanie est fété le 28 avril de chaque année. Tous les ans le diocèse de Belley-Ars, dont dépend la paroisse, organise le samedi le plus proche du 28 avril une fête diocésaine et missionnaire au sanctuaire de Saint Pierre Chanel avec chants et danses de Futuna et procession avec le reliquaire,.

## Musée
Sur le territoire de l'ancien hammeau de Cuet, se trouve le « Musée océanien et de Saint-Pierre-Chanel ».